# Мират, Мицос
Мицос Мират (греч.  Μήτσος Μυράτ; Смирна, 26 декабря 1878 — Афины, 3 января 1964) — известный греческий актёр первой половины XX века. 

## Детство и юность
Мират родился в османской Смирне, сохранявшей в конце XIX века своё коренное греческое православное население и свой греческий характер. Столица древней Ионии и один из важнейших центров империи, Смирна, в силу доминирования греческого населения:15 и европейского характера города, именовалась турками «Гявур Измир» (тур. Gâvur İzmir — «Неверная Смирна»).Настоящая его фамилия Муратоглу, которую впоследствии он изменил на французский манер Мират (что в греческом написании напоминает фамилию наполеоновского маршала И. Мюрат).
Детство Мирата было омрачено разводом родителей и разделом их семи детей в драматических условиях.
Решением суда Мират «достался» отцу. Вдали от матери он вырос подростком «простым, наивным, добродушным, расточительным и сумасшедшим. Все качества богемы и, кроме всего, склонный к эротизму до отвращения».
Его эротическое приключение с молодой англичанкой привело к скандалу, и на время, пока история не забудется, он уехал в Александрию.
Его приняли на работу в качестве инспектора на каменном карьере в Каире, где он пришёл в ужас от каторжных условий, в которых работали египетские рабочие.
Вернувшись в Смирну, он попытался начать коммерческую карьеру, как и другие члены его семьи, пока не увлёкся театром.

## Посвящение в театр
Смирна, оставаясь в пределах Османской империи, была одной из театральных греческих столиц. Кроме местных греческих театров, театральные труппы из Греческого королевства непрерывно давали представления в городе.
Мират начал свою театральную деятельность в любительской театральной труппе Смирны. Однако первым представлением, в котором он официально принял участие, была пьеса «Женихи Пенелопы» («Μνηστήρες της Πηνελόπης») греческого дипломата и театрального писателя Клеона Рангависа (1842—1917), в которой он играл в составе приезжей труппы константинопольца Димитриса Котопулиса (отца будущей актрисы Марики Котопули).

### Париж
Успешный дебют Мирата в пьесе Рангависа, привёл к тому, что дипломат оказал содействие в отправке способного юноши в Париж, учиться драматическому искусству.
Однако театральные историки ставят под сомнение и игнорируют информацию представленную Миратом в его мемуарах, о его участии в театральной жизни Парижа.

## «Новая сцена»
Когда король Греции Георг I объявил о своём решении создать (основать) в Афинах Королевскую Театральную Школу, Рангавис убедил Мирата оставить французскую столицу, после чего Мират сразу и одним из первых был принят в только что образованную Школу.
Однако общественность маленькой тогда греческой столицы ещё не была готова принять это новое заведение и его студентов, считая что актёры — это лица «свободных нравов».

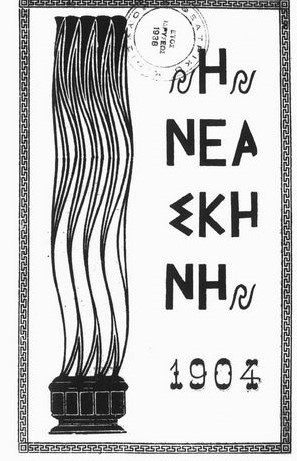

Всего через три месяца после своего создания, Школа была закрыта. Мират был готов вернуться в Смирну, когда узнал, что вернувшийся из Австрии Константин Христоманос принял решение создать труппу «Новая Сцена».
Мират вступил в эту новую труппу и работал в ней до её роспуска.

### Кивели
В 1903 году Мират женился на своей землячке из Смирны, актрисе Новой Сцены Кивели, которая родила с ним сына Александра (1905), ставшего архитектором, и дочь (1906), известную в дальнейшем актрису Миранду Мират.
Однако, как следует из её дальнейших заявлений, Мирата она не любила, а вышла замуж чтобы «заткнуть рот» своей матери, недовольной её театральной и личной жизнью.
Своим детям (и внукам) от Мирата в будущем она заявляла: «Вы дети и внуки мужчины, которого я ненавидела».
Изменяя Мирату с его приятелем, состоятельным и молодым театральным предпринимателем Костасом Теодоридисом, в конечном итоге в 1906 году Кивели бросила семью и уехала с ним в Париж, что стало темой в афинской прессе. Для консервативной греческой столицы тех лет она стала олицетворением стереотипа актрисы бросившей мужа и детей ради любовника.

## Котопули
Впоследствии в течение 23 лет (1907—1930) Мират работал в труппе Марики Котопули актёром и художественным руководителем.
Мират был одной из основных фигур возрождающегося греческого театра в первые десятилетия XX века, успешно исполняя главные роли современной международной драмы.
В 1908 году Мират женился на актрисе Хрисуле Котопули, сестре Марики Котопули. В его втором браке родились будущий актёр Димитрис Мират, «затмивший отца собственным сиянием» и дочь Рита Мират.

## Литературная деятельность
С 1936 года и до начала Второй мировой войны Мират работал в афинском «Национальном театре».
Одновременно он занялся литературной деятельностью и переводом иностранных театральных работ для греческого театра.
Он написал романы «Свет сцены» («Το φως της σκηνής») и «Трагическая жизнь комедианта» («Η τραγική ζωή ενός κωμικού»), которые накануне войны печатались в продолжениях в газете «Свободный человек», а также роман «Ты, а не другая» («Εσύ και όχι άλλη») который печатался в салоникской газете «Македония».
Он также написал две оперетты — «Чемпион» («Ο πρωταθλητής») и «Гадальщица на картах» («Η χαρτορίχτρα»), которые были поставлены труппой театрального и музыкального предпринимателя Андреаса Македоса.
Мират также написал автобиографические мемуары «Моя жизнь» («Η ζωή μου») изданные впервые в 1928 году (Πυρσός, 1928 / Πανεπιστημιακές Εκδόσεις Κρήτης, 2016) и описывающая события его жизни до 1906 годаи «Мират и я» («Ο Μυράτ κι εγώ»), изданные в 1950 году.

### «Моя жизнь»
Андреас Димитриадис пишет что «Моя жизнь» Мирата положила начало литературе, которая в дальнейшем станет ходким издательским продуктом — речь идёт о первой автобиографии актёра изданной в Греции (1928)
В своём объёмном исследовании «Мицос Мират и набор инструментов последующей славы» («Ο Μήτσος Μυράτ και η εργαλειοθήκη της υστεροφημίας»), А. Димитриадис весьма критически относится к автобиографии Мирата, указывает на исторические неточности и объясняет их происхождение.
С начала своей карьеры Мирату «не понадобились годы чтобы сыграть в больших ролях».
Однако как пишет Димитриадис, «в течение 30 лет, в каждом его появлении на сцене, рядом с ним была блестящая героиня, которая однозначно получала бо́льшую часть славы».
Не получив подобного удовлетворения, Мират ощущал «горечь за то, чего он не сумел достичь».
Однако историки греческого театра благодарны Мирату за то, что он в значительной мере осветил жизнь греческого театра начала века и его закулисы.
«Моя жизнь» была издана в 1928 году, когда Мирату было 50 лет. Актёр начинает свою биографию следующим образом (ссылаясь на спор о родине своего земляка, Гомера):

Я родился в Смирне (сейчас это руины) в 18..Это не имеет значения, поскольку никакой город не будет оспаривать моё происхождение после моей смерти